# Buddy Roemer
Charles Elson Roemer III, detto Buddy (Shreveport, 4 ottobre 1943 – Baton Rouge, 17 maggio 2021), è stato un politico e banchiere statunitense, governatore della Louisiana dal 1988 al 1992.

## Biografia

### Studi e carriera
Buddy Roemer nasce a Shreveport, in Louisiana, da Charles Elson Roemer II e Adeline McDade. Venne allevato nella piantagione di famiglia vicino a Bossier City. Ha frequentato la Bossier High School, dove si è diplomato nel 1960 come valedictorian. Nel 1964 si laureò in economia all'Università di Harvard e nel 1967 ha conseguito un Master of Business Administration in finanza presso la Harvard Business School.
Dopo il college, Roemer tornò in Louisiana per lavorare nell'azienda informatica di suo padre e in seguito fondò due banche. Fu eletto nel 1972 come delegato alla Convenzione costituzionale della Louisiana tenutasi nel 1973. Tra i delegati dell'area di Shreveport che prestarono servizio con Roemer c'erano il suo futuro consigliere governativo Robert G. Pugh, il futuro giudice distrettuale degli Stati Uniti Tom Stagg e l'ex rappresentante dello stato della Louisiana Frank Fulco.
Suo padre era stato nel 1971 il responsabile della campagna per Edwin Edwards e divenne commissario amministrativo durante il primo mandato di quest'ultimo come governatore. Ha inoltre lavorato sempre alla campagna di Edwards come leader regionale e in seguito ha avviato una società di consulenza politica.

### Carriera politica
La carriera politica di Roemer comincia per la prima volta come democratico nel 1980, quando fu eletto alla Camera dei rappresentanti per il 4º distretto della Louisiana.

#### Governatore della Louisiana (1988-1992)
Nel 1987 si candidò come governatore della Louisiana sfidandosi contro lo stesso Edwards, prevalendo infine su di lui ottenendo il 33,11% dei voti contro il 28,09 di Edwards. Nel 1991 lasciò i democratici per aderire al Partito Repubblicano, qualche mese prima delle elezioni governative a cui si ripresentò per la riconferma, salvo poi piazzarsi al terzo posto dietro al compagno di partito David Duke e al vincente Edwin Edwards, che ritorna ad esercitare la carica dopo quattro anni. Ritentò la corsa a governatore nel 1995, ma perse nuovamente piazzandosi al quarto posto.

#### Campagna presidenziale del 2012
Nel gennaio 2011 annunciò che avrebbe preso parte alle primarie repubblicane del 2012 per la scelta del candidato alla corsa per le elezioni presidenziali. Tuttavia nel febbraio 2012 annunciò il suo abbandono alla nomination repubblicana per prendere parte a quella del Partito dei Riformisti dopo esservi entrato a farne parte. Nel maggio 2012 annunciò definitivamente il ritiro dalla corsa presidenziale a seguito degli scarsi voti e mancati accessi ai ballottaggi in nessuno dei 50 Stati.
Dopo la fallimentare campagna presidenziale, venne annunciato il suo ritorno nel Partito Repubblicano.

#### Problemi di salute e morte
Nel 2014 venne colpito da un ictus che compromise la sua capacità di parola. Malato anche di diabete di tipo 1, morì nella sua casa a Baton Rouge il 17 maggio 2021 all'età di 77 anni.

## Vita privata
Roemer si sposò tre volte: con Cookie Demler (1962-1981), Patti Crocker (1981-2000) e Scarlett Roemer (2000-2021). Dai matrimoni ha avuto tre figli: Caroline, Chas e Dakota.